# 南緯6度線
南緯6度線（なんい6どせん）は、地球の赤道面より南に地理緯度にして6度の角度を成す緯線。大西洋、アフリカ、インド洋、東南アジア、オーストララシア、太平洋、南アメリカを通過する。
この緯度の下では、夏至点時の可照時間は12時間28分であり、冬至点時の可照時間は11時間46分である。

## 通過する地域一覧
南緯6度線は、本初子午線から東に向かって以下の場所を通っている。
| 地理座標                                             | 国土・領土・領海   | 備考 |
| ---------------------------------------------------- | ------------------ | --- |
| 南緯6度0分 東経0度0分 / 南緯6.000度 東経0.000度      | 大西洋             | |
| 南緯6度0分 東経12度24分 / 南緯6.000度 東経12.400度   | コンゴ民主共和国   | |
| 南緯6度0分 東経12度43分 / 南緯6.000度 東経12.717度   | アンゴラ           | |
| 南緯6度0分 東経16度36分 / 南緯6.000度 東経16.600度   | コンゴ民主共和国   | |
| 南緯6度0分 東経29度11分 / 南緯6.000度 東経29.183度   | タンガニーカ湖     | |
| 南緯6度0分 東経29度46分 / 南緯6.000度 東経29.767度   | タンザニア         | |
| 南緯6度0分 東経38度47分 / 南緯6.000度 東経38.783度   | インド洋           | ザンジバル海峡 |
| 南緯6度0分 東経39度11分 / 南緯6.000度 東経39.183度   | タンザニア         | ザンジバル |
| 南緯6度0分 東経39度23分 / 南緯6.000度 東経39.383度   | インド洋           | アミランテ諸島（ セーシェル）を通過。 プラッテ諸島（ セーシェル）のちょうど南を通過。 イーグル諸島とスリーブラザーズ諸島（ イギリス領インド洋地域）のちょうど北を通過。 スマトラ島（ インドネシア）のちょうど南を通過。 |
| 南緯6度0分 東経105度58分 / 南緯6.000度 東経105.967度 | インドネシア       | ジャワ島 |
| 南緯6度0分 東経106度21分 / 南緯6.000度 東経106.350度 | ジャワ海           | |
| 南緯6度0分 東経107度0分 / 南緯6.000度 東経107.000度  | インドネシア       | ジャワ島 |
| 南緯6度0分 東経107度22分 / 南緯6.000度 東経107.367度 | ジャワ海           | カリマン・ジャワ島（ インドネシア）のちょうど南を通過。 バウェアン島（ インドネシア）のちょうど南を通過。 |
| 南緯6度0分 東経120度27分 / 南緯6.000度 東経120.450度 | インドネシア       | セラヤル島 |
| 南緯6度0分 東経120度33分 / 南緯6.000度 東経120.550度 | バンダ海           | |
| 南緯6度0分 東経124度3分 / 南緯6.000度 東経124.050度  | インドネシア       | ビノンコ島 |
| 南緯6度0分 東経124度4分 / 南緯6.000度 東経124.067度  | バンダ海           | |
| 南緯6度0分 東経132度27分 / 南緯6.000度 東経132.450度 | インドネシア       | カイ諸島 |
| 南緯6度0分 東経132度28分 / 南緯6.000度 東経132.467度 | アラフラ海         | カイ・ケシル島及びカイ・ベサール島（ インドネシア）のちょうど南を通過。 マイクール島（ インドネシア）のちょうど北を通過。                                                                                               |
| 南緯6度0分 東経134度18分 / 南緯6.000度 東経134.300度 | インドネシア       | タナーベサール島及びコブルーア島 |
| 南緯6度0分 東経134度42分 / 南緯6.000度 東経134.700度 | アラフラ海         | |
| 南緯6度0分 東経138度19分 / 南緯6.000度 東経138.317度 | インドネシア       | ニューギニア島 |
| 南緯6度0分 東経141度0分 / 南緯6.000度 東経141.000度  | パプアニューギニア | ニューギニア島 |
| 南緯6度0分 東経147度30分 / 南緯6.000度 東経147.500度 | ソロモン海         | |
| 南緯6度0分 東経148度54分 / 南緯6.000度 東経148.900度 | パプアニューギニア | ニューブリテン島 |
| 南緯6度0分 東経151度3分 / 南緯6.000度 東経151.050度  | ソロモン海         | |
| 南緯6度0分 東経154度48分 / 南緯6.000度 東経154.800度 | パプアニューギニア | ブーゲンビル島 |
| 南緯6度0分 東経155度24分 / 南緯6.000度 東経155.400度 | 太平洋             | ロンカドール環礁とオントン・ジャワ環礁（ ソロモン諸島）の間を通過。 ナヌメア環礁とナヌマンガ島（ ツバル）の間を通過。 ニウタオ島（ ツバル）のちょうど北を通過。 スターバック島（ キリバス）のちょうど南を通過。         |
| 南緯6度0分 西経81度8分 / 南緯6.000度 西経81.133度    | ペルー             | |
| 南緯6度0分 西経73度8分 / 南緯6.000度 西経73.133度    | ブラジル           | アマゾナス州 パラー州 トカンティンス州 マラニョン州 ピアウイ州 セアラー州 リオグランデ・ド・ノルテ州 |
| 南緯6度0分 西経35度7分 / 南緯6.000度 西経35.117度    | 大西洋             | |